# Dubai Outlet Mall
Dubai Outlet Mall is een winkelcentrum in Dubai. Het is een onderdeel van de Dubai Outlet City. Dubai Outlet Mall is geopend in 2007. Het heeft 240 winkels en restaurants en heeft twee verdiepingen. Dubai Outlet Mall was bedoeld voor topmerken van kleding en parfum. De eigenaar is de Al Ahli Holding Group, een Arabisch bedrijf.